# Социальное поражение
Социальное поражение (Social defeat) — ситуация проигрыша в некоей конфронтации, часто встречающейся и у людей, и у многих социальных животных. Суть явления состоит в следующем: в социальных группах их участники постоянно борются за доступ к ограниченным ресурсам, результатом этой борьбы является победа одних и проигрыш других, потенциально проигрыш несёт в себе чрезвычайно серьёзные последствия для побежденной стороны, которая оказывается оттесненной от контроля над материальными ресурсами, не имеет доступа к половым партнерам, и оказывается на нижней ступени социальной иерархии.

## Введение
За прошедшее время исследования в области социального стресса привели к накоплению большого объёма знаний, позволяющих понять, каким образом социальные факторы среды оказывают влияние на физиологию функционирования нервной системы. Исследования
в этой области сопровождались значительными трудностями ввиду методологических проблем с проведением экспериментов и анализом полученных результатов.
Социальная психология выработала много подходов к оценке таких проявлений человеческой агрессивности, как травля, физическое и вербальное насилие, агрессия в отношениях, непрямая агрессия. Несмотря на все богатство выработанных теорий необходимо признать, большинство из них не соответствует принципам научной верифицируемости.
Исследования внутривидовой агрессии у животных в основном пошли по двум путям:
А) Подходы, основанные на лабораторных экспериментах, в контролируемых условиях, позволяющих точно замерять изменения в поведении, уровнях гормонов стресса, но и с присущими ограничениями такими как искусственная среда (клетки) и неестественность применяемых стрессовых стимулов (электрошок).
Б)Подходы, основанные на наблюдении за животными  в естественной среде, без применения искусственных стрессоров, однако и без возможности провести точные измерения физиологических эффектов стресса.
В реальной жизни животные (как и люди) вынуждены постоянно справляться с социальным стрессом генерируемым борьбой за ресурсы, половых партнеров, и позиции в социальной иерархии. (Bjorkqvist, 2001; Rohde, 2001; Allen & Badcock, 2003).
Социальное поражение является источником постоянного стресса у животных и людей, способным вызывать значительные изменения в поведении, деятельности ЦНС, физиологии, уровнях гормонов и нейротрансмиттеров, сказаться на общем состоянии здоровья.
(Bjorkqvist, 2001; Rohde, 2001; Allen & Badcock, 2003).

## История
Теория социального поражения берет своё начало из экспериментов над животными, в парадигме "Хозяин-Чужак", в ходе которых животное помещалось в клетку к одному или нескольким представителям своего вида, таким образом чтобы конфликт между ними был нелетальным.
Если подопытные конфликтовали лишь раз это считалось кратковременным стрессом, если более, то хроническим.
После поединка или в промежутке между ними, проигравший также подвергался психологическому воздействию доминирующего самца, он мог видеть его или  чувствовать его запах.
Позднее, некоторые важные аспекты теории получили подтверждение при наблюдении внутривидовой агрессии и в дикой природе.

## У людей
Некоторые идеи теории социального конфликта у животных могут быть полезными для изучения психических расстройств. Таких как, депрессия, общая тревожность, посттравматическое стрессовое расстройство, злоупотребление алкоголем, агрессивное поведение, расстройство пищевого поведения. (Bjorkqvist, 2001; Selten & Cantor-Graae, 2005; Rohde, 2001). Модель социального поражения пытается раздвинуть рамки и экстраполировать выводы, полученные в опытах над животными на некоторые аспекты человеческого поведения, такие как: агрессия, травля (bullying), хроническая подчиненность и унижение. В этом заключается её отличие от социальной психологии, выводы которой базируются исключительно из наблюдений за людьми.
Bullying (травля) в человеческих коллективах, имеет интересные параллели в моделях социального поражения, исследованных на животных, где задира — доминирующая особь, а его жертва — подчинённая. В качестве приза победителю: различные материальные активы, деньги, социальные позиции во внутригрупповой иерархии (социальный престиж), доступ к половым партнерам. Жертвы (люди), как правило, испытывают следующие симптомы: низкая самооценка (из-за отсутствия уважения со стороны группы), депрессия (так как все усилия изменить ситуацию не приносят плодов), отчуждение (сокращение своего участия в социальной среде группы), тревога (из-за враждебного окружения), и целую плеяду других физиологических эффектов (Bjorkqvist, 2001).

### Поведенческие и физиологические эффекты
Социальное поражение (Social defeat) чрезвычайно мощный стрессовый фактор, могущий привести к следующим изменениям в поведении: социальная отчужденность (сокращение взаимодействия с окружающими), летаргия (сниженная двигательная активность), снижение проявлений исследовательского поведения, ангедония, снижение или исчезновение социо-сексуального поведения, дефицит мотиваций, снижение уровня тестостерона, нарастающее стереотипное поведение и тенденции к злоупотреблению веществами. (Rygula et alli, 2005; Huhman, 2006.)
Исследователи предполагают, что эти изменения в поведении связаны с изменением уровней серотонина, дофамина, эпинефрина, норэпинефрина в различных отделах головного мозга. (Bjorkqvist, 2001; Rygula et alli, 2005; Selten & Cantor-Graae, 2005; Marinia et alli, 2006; Huhman, 2006).
И у людей, и у животных, подвергшихся социальному стрессу, его эффекты кажутся менее сокрушительными у тех, кто проживает в более стабильных социальных группах и обладает большим уровнем социальной поддержки.
Эволюционная психология также помогает пролить свет на то, почему люди так реагируют, включая возможную связь между самооценкой и местом в групповой иерархии.
Некоторые исследователи предполагают, что симптомы, которые нам сейчас кажутся патологическими, например депрессия, летаргия у людей, подвергнутых социальному стрессу, могли в недалеком прошлом быть адаптивными. Их сущность состояла в поддержке формирования социальной иерархии и снижении интенсивности внутригрупповых конфликтов.